# OpenEmbedded
OpenEmbedded（略記: OE）は、組み込み機器用のLinuxディストリビューションを作るためのソフトウェアフレームワークである。しかし、組み込み機器以外でも使用できる。
Chris Larson、Michael Lauer、Holger Schurigによって作られ、OpenZaurusのためにFamiliar LinuxやOpenSIMpadプロジェクトから、コードベースにマージされた。
OpenEmbeddedはこれらのプロジェクトにとってかわり、現在は同じコードベースからこれらのいずれもビルドできるようにするために使用されている。
第一に、プロジェクトはBitBakeレシピの集合として維持、開発されており、Gentooのebuildシステムに似ている。
BitBakeは、パッケージのソースのURL、依存関係、コンパイルオプション、インストールオプションをまとめたものとなっている。
ビルドする場合にはこれらの情報を使って、依存関係を解決し、パッケージをクロスコンパイルし、パックし、ターゲットの機器にインストールできるようにする。
ルートファイルシステムとカーネルを含んだ完全なイメージを作成することもできる。
最初の段階として、フレームワークはターゲットプラットフォーム用のクロスコンパイラツールチェーンをビルドする。